# Anders Omstedt
Anders Omstedt, född 1949, är en svensk oceanograf.
Omstedt disputerade 1985 vid Göteborgs universitet,  gästprofessor 1998 i oceanografi Göteborgs universitet, Vetenskapsrådsprofessur 2001 i geosfärsdynamik, särskilt Östersjöns vatten- och materialomsättning Göteborgs universitet och sedan 2015 professor i oceanografi. Han har framför allt starkt utvecklat forskningen och samarbetet runt Östersjön och byggt ett flertal oceanografiska modeller från enkla process-baserade modeller till avancerade biogeokemiska modeller för studiet av miljö- och klimatförändringar.

### Böcker
- Omstedt, A. (2020). A Philosophic View of the Ocean and Humanity. Springer Nature, ISBN 9783030366797, https://doi.org/10.1007/978-3-030-36680-3.
- Omstedt, A. (2016). Connecting Analytical Thinking and Intuition: And the Nights Abound with Inspiration.  Springer Briefs in Earth Sciences in press. http://www.springer.com/gp/book/9783319275338
- Omstedt, A., (2015). Guide to process based modelling of lakes and coastal seas. Second Edition. Springer-Praxis books in Geophysical Sciences, DOI 10.1007/978-3-319-17990-2. Springer-Verlag Berlin Heidelberg.
- The BACC II Author Team (2015). Second Assessment of Climate Change for the Baltic Sea basin. Springer Regional Climate Studies. ISSN 1862-0248 ISSN 1865-505X (electronic). ISBN 978-3-319-16005-4 ISBN 978-3-319-16006-1 (eBook). DOI 10.1007/978-3-319-16006-1. Springer Cham Heidelberg New York Dordrecht London.
- Reckermann, M., Brander, K., MacKenzie, B., and Omstedt, A., (Editors, 2012). Climate impact on the Baltic Sea: From science to policy. Springer Verlag. School of Environmental Research. http://springer.com/978-3-642-25727-8.
- Omstedt, A., (2011). Guide to process based modelling of lakes and coastal seas. Springer-Praxis books in Geophysical Sciences, DOI 10.1007/978-3-642-17728-6. Springer-Verlag Berlin Heidelberg.
- The BACC Author Team (2008). The BALTEX Assessment of Climate Change for the Baltic Sea basin. pp. 1-34.ISBN 978-3-540-72785-9. Springer-Verlag.

### Sammanställningar
- Omstedt, A. (2017). The Development of Climate Science of the Baltic Sea Region. In Oxford Research Encyclopedia of Climate Science. Oxford University Press. doi:10.1093/acrefore/9780190228620.013.654.
- Omstedt, A., Humborg, C., Pempkowiak, J., Pertillä, M., Rutgersson, A., Schneider, B., and Smith, B. (2014). Biogeochemical Control of the Coupled CO2–O2 System of the Baltic Sea: A review of the results of Baltic-C. Ambio,43: 49-59. DOI 10.1007/s13280-013-0485-4
- Omstedt, A., Elken, J., Lehmann, A., Leppäranta, M., Meier, H.E.M., Myrberg, K.,Rutgersson, A., Progress in physical oceanography of the Baltic Sea during the 2003–2014 period, Progress in Oceanography (2014), doi: http://dx.doi.org/10.1016/j.pocean.2014.08.010
- Omstedt, A., Elken, J., Lehmann, A., and J., Piechura (2004). Knowledge of the Baltic Sea Physics gained during the BALTEX and related programmes. Progress in Oceanography 63, 1-28. DOI 10.1016/j.pocean.2004.09.001